# Виго (Тренто)
Виго је насеље у Италији у округу Тренто, региону Трентино-Јужни Тирол.
Према процени из 2011. у насељу је живело 813 становника. Насеље се налази на надморској висини од 602 м.